# Loshults församling
Loshults församling är en församling i Göinge kontrakt i Lunds stift. Församlingen ligger i Osby kommun i Skåne län och ingår i Osby pastorat.

## Administrativ historik
Församlingen har medeltida ursprung.
Församlingen var till 1867 annexförsamling i pastoratet Osby och Loshult för att därefter till 2014 utgöra ett eget pastorat. Från 2014 ingår församlingen i Osby pastorat.

## Organister och klockare
| Verksam   | Namn          | Levnadstid | Övrigt    |
| --------- | ------------- | ---------- | --------- |
| 1740–1764 | Lars Lindberg | 1714–1764  | Organist. |

## Kyrkor
- Loshults kyrka